# Zastava Izraela
Zastava Izraela donesena 28. listopada 1948. Po nastanku države to je simbol zemlje. Sastoji se od svjetlo - plave i bijele boje. U sredini je Davidova zvijezda.

## Boje
| Boje    | Plava       | Bijela      |
| ------- | ----------- | ----------- |
| Pantone | 286 C       | White       |
| RGB     | 0/56/184    | 255/255/255 |
| Hex     | #0038b8     | #FFFFFF     |
| CMYK    | 100/70/0/28 | 0/0/0/0     |

## Ostale zastave
- Civilna pomorska zastava
- Mornarička zastava
- Zastava Izraelskog ratnog zrakoplovstva